# Acacia maidenii
Acacia maidenii é uma espécie de leguminosa do gênero Acacia, pertencente à família Fabaceae.